# Tanya Segal
Tanya Segal (ros. Таня Сегал; hebr. טניה סגל; ur. 1957 w Moskwie) – rabin, reżyser teatralny. Pierwsza w historii Polski kobieta rabin i pierwsza kobieta naczelny rabin gminy żydowskiej w historii Czech. 
Od stycznia 2009 rabin Beit Kraków. Od 2012 roku współpracuje stale z Gminą Żydowską Wyznaniową w Ostrawie, gdzie od 2019 roku została oficjalnie naczelnym rabinem gminy i z tego tytułu członkiem Rady Federacji Gmin Żydowskich w Czechach. Pracuje jednocześnie jako rabin reformowanej społeczności żydowskiej Beit Kraków i rabin Gminy Wyznaniowej Żydowskiej w Ostrawie.
Od 2008 roku założycielka i reżyser Teatru Żydowskiego w Krakowie – Teatru Midraszowego.

## Życiorys
Urodziła się w Moskwie, gdzie ukończyła studia na kierunku reżyserii w Wyższej Szkole Teatralnej (GITIS). W młodości pracowała jako aktorka i piosenkarka, m.in. w Moskiewskim Żydowskim Teatrze Muzycznym. W 1990 wyemigrowała do Izraela, gdzie ukończyła studia na wydziale filozoficznym i wydziale Sztuki Teatru Uniwersytetu Tel Awiwu, a później na wyższej szkole rabinackiej - Hebrew Union College w Jerozolimie. Działała tam na polu kultury, wykładała wiedzę o teatrze oraz tłumaczyła książki o tematyce żydowskiej z języka rosyjskiego na hebrajski.
W 1999 wyjechała jako emisariusz do Rygi, gdzie nauczała historii Żydów w Szkole Żydowskiej im. Dubnowa. W 2004 podjęła studia rabinackie na Hebrew Union College-Jewish Institute of Religion w Jerozolimie. Wiosną 2007 jako studentka przyjechała do Polski w ramach programu „Studenci Rabinaccy”, dzięki wsparciu fundacji Dutch Jewish Humanitarian Fund. Wówczas spędziła z Beit Warszawa trzy miesiące, podczas których prowadziła nabożeństwa, wykłady i odwiedzała inne rozwijające się społeczności w Polsce. 2 listopada 2007 została ordynowana na rabina. W grudniu 2007 przyjechała na stałe do Polski.
Ma jednego syna Benyamina (ur. 1988).

## Pobyt w Polsce
Rabin Tanya Segal pracowała jako rabin stowarzyszony Towarzystwa Kultury Żydowskiej Beit Warszawa od grudnia 2007 do 31 października 2008. Wraz z rabinem Burtem Schumanem prowadziła modlitwy i obchody świąt, nauczała w grupach i indywidualnie, wspomagała szkółkę Beit Sefer Alef i organizowała programy kulturalne. Pomagała również i organizowała obchody szabatów dla grup istniejących w Krakowie, Lublinie i Chełmie.
Od 2009 jest rabinem krakowskiej postępowej społeczności żydowskiej Beit Kraków, prowadzi postępowe wieczory szabatowe, obchody świąt, wykłady poświęcone judaizmowi oraz kurs konwersji na judaizm.

### Teatr Midraszowy
Rabin Tanya Segal jest założycielką i reżyserem autorskiego Teatr Midraszowego, którego koncepcja oparta jest na jej tezach akademickich napisanych Wydziale Sztuk Teatralnych Uniwersytetu w Tel Awiwie i Wyższej Szkole Rabinackiej (HUC) w Jerozolimie. Teatr Midraszowy - współczesny teatr żydowski w Krakowie, który łączy – w duchu izraelskiej awangardy teatralnej – twórcze studiowanie tradycyjnych tekstów żydowskich i ich sceniczną interpretację. Wraz z grupą krakowskich artystów i członków społeczności żydowskiej w Krakowie stworzyła przedstawienie Melodia Ciszy, które opowiada o symbolicznym znaczeniu historii Ofiarowania Izaaka. Zostało ono wystawione w Muzeum Galicja podczas Festiwalu Kultury Żydowskiej w 2008.
W 2009 wystawiła przedstawienie Tajemnice mojej Babci. Spektakl został oparty na prawdziwych historiach osobistych, midraszu Eicha z Księgi Zohar oraz interakcji z wystawą Śladami Pamięci, zainstalowanej w Muzeum Galicja. Dwie aktorki: Patrycja Zywert i Agnieszka Bala, dwie tożsamości tej samej osoby, próbują uporać się z pomieszaniem polsko-żydowskiej rzeczywistości wypływającej z ich wspomnień.